# Piotr Siemko
Piotr Siemko (ur. 27 listopada 1958 w Gliwicach) – polski notariusz, badacz historii materialnej Górnego i Dolnego Śląska, kolekcjoner publikacji, ikonografii i kartografii z tego zakresu, popularyzator historii Jastrzębia-Zdroju.

## Wybrane publikacje
- Do Twej dążymy kaplicy
- 1992 – Jastrzębie Zdrój w zabytkach sztuki
- 2001 – Niezachowane drewniane kościoły Górnego Śląska
- 2003 – Rody rycerskie z terenu Jastrzębia i okolicy